# فتح جاليبولي
سقوط جاليبولي كان حصار واستيلاء العثمانيين على حصن وشبه جزيرة جاليبولي في مارس 1354. فقدت الإمبراطورية البيزنطية جميع ممتلكاتها تقريبًا في الأناضول، باستثناء فيلادلفيا. الوصول إلى بحر إيجة وبحر مرمرة يعني أن العثمانيين يمكنهم الآن تنفيذ غزو جنوب البلقان، ويمكنهم التقدم شمالًا إلى الإمبراطورية الصربية والمجر.